# Припай

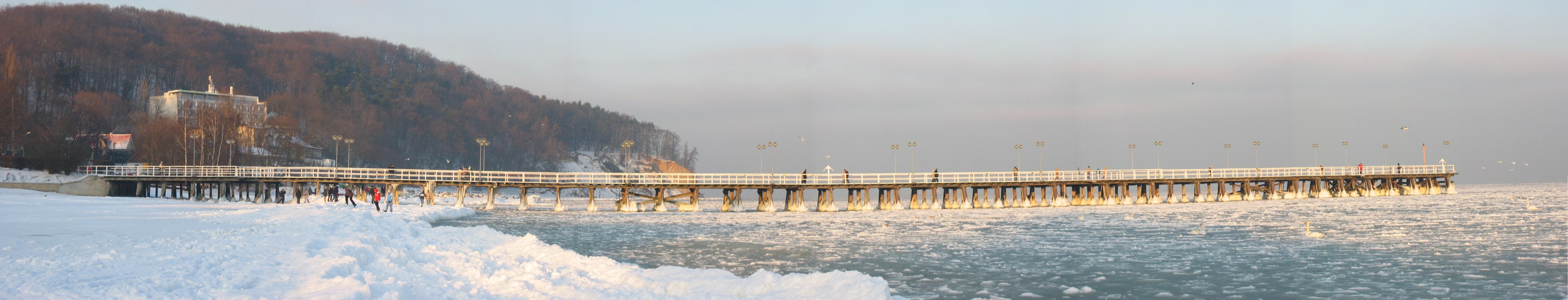
Припай вкритий снігом. Гдиня, Польща

Припай — суцільний льодяний покрив, що примерзає до берега.
Простягається на відстань від декількох метрів до сотень кілометрів від берега вздовж узбережжя арктичних та антарктичних морів при замерзанні води.
У високоширотних районах припай може існувати по декілька років і досягати товщини 10-20 м.
Припай — смуга піщаного побережжя моря під скелями.